# Enno Penno
Enno Penno (22 de abril de 1930 em Tallinn - 16 de novembro de 2016 em Estocolmo) foi um político estoniano que actuou como primeiro-ministro interino da Estónia no exílio de 1 de março de 1990 a 20 de junho de 1992.